# Paraplexia enzoótica dos ovinos

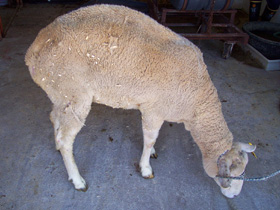
Ovelha com scrapie, apresentando perda de peso e postura encurvada

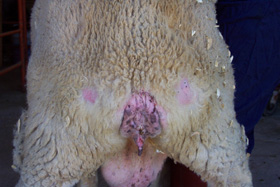
A mesma ovelha acima, com áreas sem lã na região traseira devido à fricção excessiva

Paraplexia enzoótica dos ovinos (em inglês: Scrapie) é uma doença fatal e degenerativa que afeta os sistemas nervosos de ovelhas e cabras. É uma das várias encefalopatias espongiformes transmissíveis (TSEs), e por isso se acredita ser causada por um prion. O scrapie é conhecido pelo menos desde 1732 e não aparenta ser transmissível a humanos. No entanto, foi comprovado experimentalmente que pode ser transmitido para camundongos transgênicos com genes humanos e primatas não humanos.
O nome "scrapie" deriva de um dos sinais clínicos da doença, no qual os animais afetados se esfregam compulsivamente contra pedras, árvores ou cercas até arrancarem a lã. Acredita-se que a doença provoque sensação de coceira nos animais. Outros sinais clínicos incluem movimentos exagerados de lip smacking (estalar de lábios), alterações no modo de andar e colapsos convulsivos.
O scrapie é infeccioso e transmissível entre os animais da mesma espécie. Portanto, uma das maneiras mais comuns de contê-lo (uma vez que é incurável) é colocar em quarentena e abater os animais afetados. No entanto, a doença tende a persistir nos rebanhos e também pode surgir de forma espontânea em criações que nunca apresentaram casos anteriores. O mecanismo de transmissão entre animais e outros aspectos da biologia da doença ainda não são bem compreendidos, sendo objeto de pesquisas ativas. Estudos recentes sugerem que os príons podem se espalhar pela urina e permanecer no ambiente por décadas.

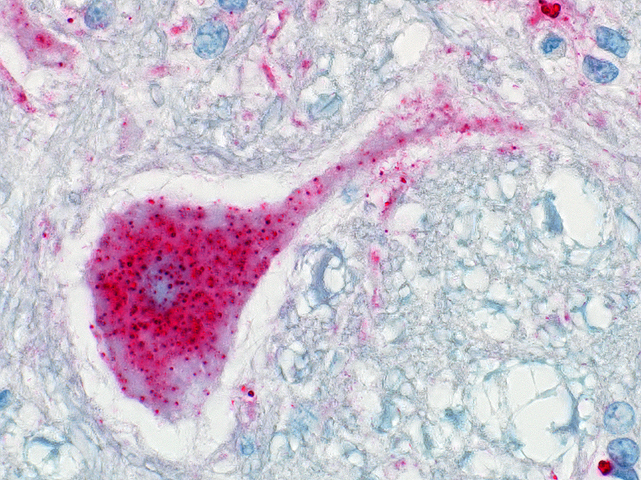
Imagem de microscopia de um neurônio no cérebro de uma cabra com scrapie

O scrapie geralmente afeta ovelhas com cerca de três a cinco anos de idade. É evidente o potencial de transmissão no momento do parto e pelo contato com tecidos placentários.

## Regulamentação
A doença é de notificação obrigatória na UE desde 1993, mas ao contrário da encefalopatia espongiforme bovina (BSE, conhecida como “doença da vaca louca”), não havia evidências até 1999 que indicassem que o scrapie fosse um risco à saúde humana. Em julho de 2003, um oficial da Canadian Food Inspection Agency declarou que, embora o scrapie apareça todo ano em fazendas canadenses, "temos muita experiência com scrapie e nunca houve ligação entre scrapie e doença humana". Em 2004, o USDA não fez menção ao scrapie em seu informativo Sheep and Goats Death Loss.
Historicamente, o scrapie foi considerado uma questão de saúde animal. No entanto, entre 1996 e 1999, o Comitê Consultivo de Encefalopatia Espongiforme do Reino Unido considerou o controle e a erradicação do scrapie no Reino Unido também sob o ponto de vista de saúde pública, devido à preocupação com cinco pontos:
- Meat and bone meal (MBM), suspeito de ser a fonte de BSE em bovinos no final da década de 1990, também foi usado na alimentação de ovelhas e cabras.
- BSE foi transmitida experimentalmente a ovelhas por exposição oral.
- A infecção por encefalopatia espongiforme transmissível (TSE) estava disseminada nas carcaças das ovelhas, ao contrário da infecção em bovinos, que se limita a tecidos neurais.
- O scrapie em ovelhas era subnotificado e poderia estar mascarando a BSE, caso estivesse presente nas ovelhas.
- As medidas de SRM poderiam não ser suficientes para controlar a exposição humana.

## Causa
Scrapie e outras encefalopatias espongiformes transmissíveis são causadas por príons. Determinou-se que príons são o agente infeccioso porque a transmissão é difícil de impedir com calor, radiação e desinfetantes, o agente não provoca resposta imune detectável e apresenta longo período de incubação, entre 18 meses e 5 anos. Acredita-se que o agente seja muito menor que o menor vírus conhecido. Os príons se multiplicam induzindo as proteínas normais do mesmo tipo a assumirem sua forma anômala, que então continua o mesmo processo em reação em cadeia. Essas proteínas anormais vão se acumulando gradualmente no corpo, em especial nas células nervosas, que acabam morrendo.

## Transmissão e patogenia
A principal via de transmissão é da mãe para o cordeiro, pela ingestão de fluido placentário ou alantóide. O agente também pode entrar através de cortes na pele. Em um experimento, constatou-se que cordeiros correm risco de infecção pelo leite de ovelhas infectadas, mas os cordeiros do experimento também se infectaram entre si, o que dificultou avaliar precisamente o risco de infecção. O experimento não durou tempo suficiente para mostrar se os cordeiros desenvolveriam sintomas; apenas se constatou a presença de príons anormais em seu organismo.
A patogenia do scrapie envolve o sistema linfático. Depois que o agente é absorvido nos intestinos, os príons malformados aparecem e se acumulam primeiro nos linfonodos, em especial nas placas de Peyer do intestino delgado. Eventualmente, a infecção chega ao cérebro, geralmente através da medula espinhal ou bulbo, ascendendo pelo sistema nervoso simpático e parasimpático, respectivamente.

## Sinais clínicos e diagnóstico
As alterações iniciais são leves; podem ocorrer mudanças comportamentais sutis e aumento de movimentos de mastigação. Em seguida, desenvolvem-se ataxia e sinais neurológicos, e as ovelhas afetadas lutam para acompanhar o rebanho.
Os sinais e efeitos do scrapie normalmente aparecem de 2 a 5 anos após a infecção, mas podem surgir mais tarde. e, quando começam os sinais clínicos, as ovelhas geralmente sobrevivem de 1 a 6 meses. Em alguns casos, podem viver mais, mas a morte é consequência inevitável. Os sinais variam entre indivíduos infectados e se desenvolvem lentamente. Devido ao dano celular nos neurônios, os animais podem apresentar mudanças de comportamento, tremores, pruritus e incoordenação locomotora.
Algumas ovelhas se coçam em excesso e apresentam áreas de queda de lã e lesões na pele. Coçar a região do lombo pode desencadear um reflexo de “mastigação” (nibbling), característico da doença.
Mais tarde, surgem sinais de doença sistêmica crônica, como perda de peso, anorexia, letargia e morte.
O exame post mortem é importante para o diagnóstico de scrapie. A histologia dos tecidos mostra acúmulo de príons no sistema nervoso central, e testes de imunohistoquímica ou ELISA podem ser usados para demonstrar essa proteína.

## Tratamento e ação preventiva
Não há tratamento disponível para as ovelhas afetadas.
Está disponível um teste que consiste em coletar uma pequena amostra de tecido linfático da terceira pálpebra.
No Reino Unido, em 2001, o governo Blair implementou o National Scrapie Plan, que incentiva a reprodução de ovelhas geneticamente mais resistentes ao scrapie. O objetivo é, com o tempo, reduzir a incidência da doença entre as ovelhas no país. O scrapie ocorre na Europa e América do Norte, mas até o momento, Austrália e Nova Zelândia (ambos grandes produtores de ovelhas) estão livres da doença. Em 2003, houve pressão de criadores canadenses afetados para que o governo Chretien e a CFIA implementassem um programa nacional de controle do scrapie.
Raças como a Cheviot e Suffolk são mais suscetíveis ao scrapie que outras. Especificamente, isso é determinado pelos genes que codificam as proteínas priônicas naturais. As ovelhas mais resistentes possuem duas cópias do alelo ARR, enquanto ovelhas com o alelo VRQ são as mais suscetíveis. Um teste de sangue simples identifica o alelo presente na ovelha, e muitos países estão realizando programas de melhoramento para eliminar o alelo VRQ.
Por temor de transmissão semelhante à BSE, muitos países europeus proibiram certos produtos tradicionais de carne de ovelha ou cabra feitos sem a remoção da medula espinhal, como smalahove e smokie.
Em 2010, uma equipe de Nova Iorque descreveu a detecção de PrPSc mesmo quando inicialmente presente em apenas uma parte em cem bilhões (10−11) em tecido cerebral. O método combina amplificação com uma tecnologia chamada surround optical fiber immunoassay e anticorpos específicos contra PrPSc.  Os pesquisadores também testaram o método em amostras de sangue de ovelhas aparentemente saudáveis que posteriormente desenvolveram scrapie. Após mais desenvolvimento e testes, esse método poderia ter grande utilidade em programas de vigilância, como teste de triagem em sangue ou urina.
No Reino Unido, se uma ovelha for suspeita ou confirmada em testes de laboratório de ter scrapie, será sacrificada para evitar mais sofrimento e reduzir a possibilidade de transmissão. A Animal and Plant Health Agency indenizará os agricultores em £30 por um animal abatido e £90 por quaisquer outros confirmados com scrapie; caso não seja confirmado, o valor pode chegar ao "preço de mercado" do animal, até £400 de indenização.

## Vias de transmissão/exposição
Diversos estudos indicaram que príons (PrPSC) que infectam ovelhas e cabras com a encefalopatia transmissível fatal conhecida como scrapie podem persistir no solo durante anos sem perder a atividade patogênica. A disseminação de príons para o ambiente pode ocorrer a partir de diversas fontes: principalmente fluidos placentários ou amnióticos, mas possivelmente também via saliva ou excrementos.
A testagem confirmatória para scrapie só pode ser feita por imuno-histoquímica da proteína priônica associada à doença (PrPSC) em tecidos coletados post mortem, incluindo o obex (uma estrutura do tronco encefálico), o linfonodo retrofaríngeo e a amígdala palatina. Um teste não confirmatório para animais vivos foi aprovado em 2008 para análise imuno-histoquímica de tecido linfático derivado de biópsia retal pelo USDA.

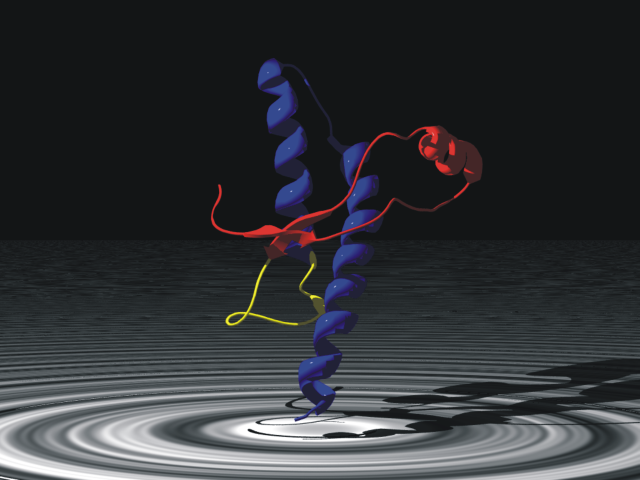
Proteína priônica humana, resíduos 125–228, criada a partir do depósito PDB 1QM3. A coloração ilustra subdomínios propostos para iniciar a conversão da forma celular normal para a forma scrapie por movimentos lentos.

A transmissão natural de scrapie em campo parece ocorrer via trato alimentar na maioria dos casos, e rebanhos antes livres de scrapie podem ser infectados em pastagens onde já houve surtos, o que sugere contaminação ambiental persistente, em especial no solo.
A concentração de príons em fluidos do nascimento não altera a infectividade desses agentes. Ovelhas e cabras infectadas, de forma natural ou experimental, transmitem a infecção aos cordeiros, mesmo quando as placentas contêm pouca PrPSC. A excreção de PrPSC ocorre em maior porcentagem em placentas de ovelhas (52–72%) do que em placentas de cabras (5–10%) em estudos do USDA Agricultural Research Service.
Foi reportada a presença de PrPSC nas fezes de ovelhas tanto em fase terminal quanto nos estágios iniciais pré-clínicos da doença, sugerindo que os príons podem ser liberados no ambiente ao longo de todo o curso da enfermidade. Várias fontes de príons nas fezes podem ser postuladas, incluindo ingestão de partículas ambientais e deglutição de saliva infectada; entretanto, a fonte mais provável é a liberação a partir do tecido linfático associado ao trato gastrointestinal. Animais ruminantes têm placas de Peyer especializadas que, ao longo de todo o íleo, chegam a cerca de 100 000 folículos, e todos podem estar infectados, liberando príons no lúmen. Príons de scrapie foram encontrados nas placas de Peyer de cordeiros naturalmente infectados, mesmo antes de apresentarem sintomas, com apenas quatro meses de idade.

### Exposição por vacinas contaminadas
- Vacina contaminada contra Louping-ill (conhecida como o Desastre da vacina de Louping-ill de 1935, no Moredun).[43] Mais de 1.500 ovelhas desenvolveram scrapie após a vacinação. A vacina foi produzida usando tecido cerebral de ovelha, tratado com formalina, inadvertidamente contaminado com o agente do scrapie.[44] Investigações posteriores mostraram que a inoculação intracerebral de tecido de cérebro e medula espinhal de ovelhas infectadas com scrapie levava ao desenvolvimento da doença em 60% das ovelhas inoculadas, sugerindo a presença de um provável agente infeccioso filtrável.[45]
- Vacina contaminada com Mycoplasma agalactiae''. Surtos súbitos na Itália em 1997 e 1998 foram atribuídos à administração de uma vacina contaminada, já que as lesões cerebrais e o polimorfismo genético nos animais afetados eram semelhantes aos de animais expostos à mesma vacina, porém diferentes dos de ovelhas não vacinadas com scrapie.[46] A tipagem molecular revelou a presença de duas cepas de príons nos animais vacinados, sugerindo transmissão acidental intra e interespecífica pela vacina.[47][48]

### Exposição por solo contaminado
A ingestão de solo por ovelhas em pastejo foi medida em dois tipos de solo, com duas densidades de estocagem e durante duas estações de pastejo. Os animais ingeriram até 400 g de solo por kg de peso corporal entre maio e novembro. Chuvas e taxa de lotação se mostraram fatores que influenciam a ingestão, enquanto o tipo de solo e vegetação tiveram efeito menos significativo.
O peso médio de uma ovelha adulta é cerca de 250 libras. Se uma ovelha adulta ingerisse 400 g/kg de solo, como previsto por D. McGrath et al., ela consumiria cerca de 45 000 g em seis meses, ou 251 g por dia. Supondo que o solo estivesse contaminado com príons (PrPSC) provenientes de fezes ou fluido do parto, seria possível que a ovelha se infectasse. A concentração de príons no solo é incerta e não é diretamente proporcional à infectividade. Fatores como o tempo de permanência dos príons no solo e a capacidade de ligação do solo influenciam a infectividade dos príons.
Para uma avaliação de risco detalhada do solo contaminado com scrapie, foi crucial analisar se a PrPSc detectável em extratos de solo ainda mantinha infectividade oral após períodos de incubação de até 29 meses. Um bioassay com hamsters sírios foi realizado, alimentando os animais com solo ou extratos aquosos de solo, coletados depois de 26 e 29 meses de incubação. Os hamsters que receberam solo contaminado exibiram os primeiros sintomas associados ao scrapie entre duas semanas e seis meses (IC 95%) após a primeira alimentação, chegando ao estágio terminal entre cinco e 21 meses após. Isso indicou quantidades substanciais de infectividade persistente no solo mesmo após 26 e 29 meses. Na Islândia, em 1978, iniciou-se um programa de erradicação de scrapie, abatendo-se rebanhos infectados, desinfetando instalações e queimando abrigos, deixando as áreas sem ovelhas por dois a três anos antes de repovoá-las com animais de áreas livres da doença. Entre 1978 e 2004, o scrapie reapareceu em 33 fazendas, sendo que em nove delas o ressurgimento ocorreu de 14 a 21 anos depois, devido à persistência ambiental de PrPSc.
A ligação a diferentes tipos de solo parece aumentar a penetração da doença na população. Solos contendo os minerais de argila montmorillonite (Mte) e kaolinite (Kte) se ligam aos príons com mais eficácia do que solos contendo quartzo. A transmissibilidade aumentada de príons ligados ao solo pode explicar a propagação ambiental do scrapie, apesar do baixo nível de excreção no ambiente. O mecanismo exato pelo qual Mte ou outros componentes do solo aumentam a transmissibilidade ainda não é esclarecido. A ligação ao solo pode proteger parcialmente a PrPSC contra desnaturação ou proteólise no trato digestivo, permitindo que mais agentes infecciosos sejam absorvidos. Também é possível que a adsorção de PrPSC ao solo altere seu estado de agregação, aumentando as partículas proteicas infecciosas. Para que ocorra transmissão da doença pela ingestão de solo contaminado, os príons devem permanecer infecciosos por via oral. Pesquisadores da Universidade de Wisconsin investigaram a infectividade oral de príons ligados à Mte ou ao solo. Os efeitos da fonte do príon (homogeneizado de cérebro infectado versus PrPSC purificado) e a dose administrada sobre a penetração (proporção de animais que exibem sinais clínicos) e o período de incubação (tempo até o início dos sintomas) foram avaliados. Cerca de 38% dos animais que receberam 200 ng de PrPSC “livre” (não ligado) exibiram sintomas em 203 a 633 dias, enquanto todos que receberam 200 ng de PrPSC ligado a Mte adoeceram em 195 a 637 dias. Isso demonstrou que a PrPSC ligada à Mte permanece infecciosa por via oral, e que o agente Mte aumenta a penetração da doença, tornando a transmissão oral mais eficiente.
Exposição por ácaros de feno contaminado
“Com o scrapie, a TSE arquetípica, que é uma doença natural em ovelhas e cabras, a enfermidade pode surgir repentinamente em um rebanho, mesmo sem exposição conhecida a rebanhos infectados (Palsson, 1979). Finalmente, pastagens na Islândia que permaneceram vazias por até 3 anos após a destruição de rebanhos infectados foram repovoadas com ovelhas consideradas livres de scrapie, e algumas dessas ovelhas desenvolveram a doença (Palsson, 1979). Esse ‘experimento na natureza’ se repetiu várias vezes na Islândia e no Reino Unido. Em uma fazenda islandesa, os rebanhos foram erradicados três vezes; cada vez, a fazenda ficou sem ovelhas por 2 anos e, após o repovoamento com ovelhas de áreas livres, a doença ressurgiu. Anos atrás, sugeriu-se (S Sigurdarson, comunicação pessoal) que ácaros do feno poderiam ser um bom candidato a vetor do scrapie; isso levou à infecção de camundongos com amostras de ácaros extraídos de feno de cinco fazendas islandesas. Dez de 71 camundongos adoeceram após injeção com amostras de três das cinco fazendas (Wisniewski et al, 1996; Rubenstein et al, 1998). O período de incubação variou de 340 a 626 dias, e esses camundongos apresentaram a forma protease-resistente PrpSc, de uma glicoproteína codificada pelo hospedeiro, PrPc. A forma protease-resistente é um marcador de doenças TSE (Prusiner, 1991; Parchi et al, 1996). Em alguns desses camundongos clinicamente positivos, o padrão de bandas na análise de WB foi único (Wisniewski et al, 1996; Rubenstein et al, 1998).”

### Resumo da transmissão
Príons (PrPSC) são excretados por ovelhas e cabras em fluidos do parto, fezes e outros dejetos. A concentração de príons é incerta e não está diretamente ligada à infectividade. Ovelhas ingerem quantidade significativa de solo, então esse solo representa um possível reservatório ambiental de príons de scrapie, que podem persistir por anos. A longa sobrevida dos príons e a ligação a partículas do solo parecem influenciar na persistência e infectividade dos agentes no meio.
Atualmente, faltam métodos eficazes para inativar príons em solo, e os efeitos dos mecanismos naturais de degradação na infectividade dos príons são amplamente desconhecidos. Mais estudos sobre os processos que afetam a mobilidade, persistência e biodisponibilidade de príons no solo são necessários para o manejo de ambientes contaminados. Um sistema que estime a capacidade de ligação de príons no solo em fazendas, por meio de análise simples, poderia fornecer uma estimativa do risco de contaminação, e a alteração desse potencial de ligação com aditivos no solo poderia mitigar esses agentes infecciosos. Determinados líquens, em especial Parmelia sulcata, Cladonia rangiferina e Lobaria pulmonaria, podem ajudar a reduzir o número de príons, pois algumas espécies de líquens contêm proteases promissoras na degradação do príon. Mais pesquisas para clonar e caracterizar tais proteases, avaliar seus efeitos na infectividade de príons e determinar qual organismo ou organismos associados aos líquens produzem ou influenciam essa atividade proteolítica estão em andamento.

## Genética
O gene priônico que codifica a proteína priônica é altamente conservado na maioria dos mamíferos, ou seja, o gene é semelhante e está presente na maioria das espécies de mamíferos. Três locais no gene da proteína priônica são conhecidos por serem altamente polimórficos e podem ter efeito no desenvolvimento do scrapie: códon 136, 154 e 171. O códon 154 não apresentou evidências de exercer grande impacto na suscetibilidade, mas pode influenciar o tempo de incubação. Acredita-se que os códons 136 e 171 regulem tanto o tempo de incubação como a suscetibilidade à doença, e são usados pelo USDA em seu padrão de reprodução. O códon 171 é tido como o principal fator genético de suscetibilidade ao scrapie.